# Subdivisões do México
Os Estados do México são a unidade administrativa territorial mais básica que compõe os Estados Unidos Mexicanos. São trinta e um estados e a Cidade do México (capital).

## Entidades federativas do México
| Entidade federativa | Bandeira | Capital          | Maior localidade    | Área (km²) | População (2010) |
| ------------------- | -------- | ---------------- | ------------------- | ---------- | ---------------- |
| Aguascalientes      |          | Aguascalientes   | Aguascalientes      | 5.618      | 1.184.996        |
| Baja California     |          | Mexicali         | Tijuana             | 71.446     | 3.155.070        |
| Baja California Sur |          | La Paz           | La Paz              | 73.922     | 637.026          |
| Campeche            |          | Campeche         | Campeche            | 57.924     | 822.441          |
| Chiapas             |          | Tuxtla Gutiérrez | Tuxtla Gutiérrez    | 73.289     | 4.796.580        |
| Chihuahua           |          | Chihuahua        | Ciudad Juárez       | 247.455    | 3.406.465        |
| Cidade do México    |          | —                | Iztapalapa          | 1.495      | 8.918.653        |
| Coahuila            |          | Saltillo         | Saltillo            | 151.563    | 2.748.391        |
| Colima              |          | Colima           | Colima              | 5.625      | 650.555          |
| Durango             |          | Durango          | Durango             | 123.451    | 1.632.934        |
| Guanajuato          |          | Guanajuato       | León                | 30.608     | 5.486.372        |
| Guerrero            |          | Chilpancingo     | Acapulco            | 63.621     | 3.388.768        |
| Hidalgo             |          | Pachuca          | Pachuca             | 20.846     | 2.665.018        |
| Jalisco             |          | Guadalajara      | Guadalajara         | 78.599     | 7.350.682        |
| México              |          | Toluca           | Ecatepec de Morelos | 22.357     | 15.175.862       |
| Michoacán           |          | Morelia          | Morelia             | 58.643     | 4.351.037        |
| Morelos             |          | Cuernavaca       | Cuernavaca          | 4.893      | 1.777.227        |
| Nayarit             |          | Tepic            | Tepic               | 27.815     | 1.084.979        |
| Nuevo León          |          | Monterrey        | Monterrey           | 64.220     | 4.653.458        |
| Oaxaca              |          | Oaxaca           | Oaxaca              | 93.793     | 3.801.962        |
| Puebla              |          | Puebla           | Puebla              | 34.290     | 5.779.829        |
| Querétaro           |          | Querétaro        | Querétaro           | 11.684     | 1.827.937        |
| Quintana Roo        |          | Chetumal         | Cancún              | 42.361     | 1.325.578        |
| San Luis Potosí     |          | San Luis Potosí  | San Luis Potosí     | 60.983     | 2.585.518        |
| Sinaloa             |          | Culiacán         | Culiacán            | 57.377     | 2.767.761        |
| Sonora              |          | Hermosillo       | Hermosillo          | 179.503    | 2.662.480        |
| Tabasco             |          | Villahermosa     | Villahermosa        | 24.738     | 2.238.603        |
| Tamaulipas          |          | Ciudad Victoria  | Reynosa             | 80.175     | 3.268.554        |
| Tlaxcala            |          | Tlaxcala         | Tlaxcala            | 3.991      | 1.169.936        |
| Veracruz            |          | Xalapa Enríquez  | Veracruz            | 71.820     | 7.643.194        |
| Yucatán             |          | Mérida           | Mérida              | 39.612     | 1.955.577        |
| Zacatecas           |          | Zacatecas        | Zacatecas           | 75.539     | 1.490.668        |